# Vagn Bennike
Vagn Bennike, danski general, * 1888, † 1970.